# Liste der Fließgewässer im Flusssystem Lohr

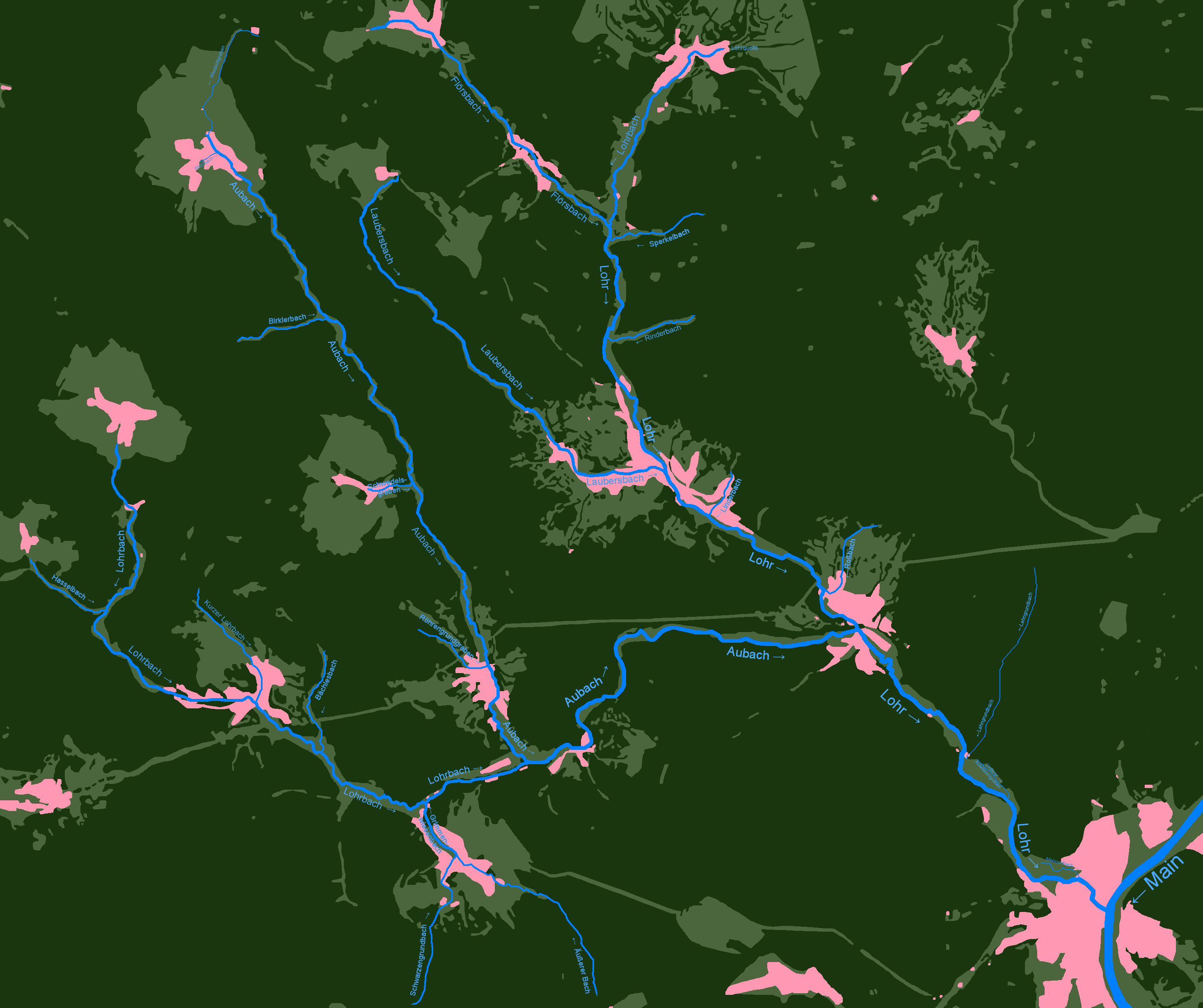
Fließgewässer im Flusssystem Lohr

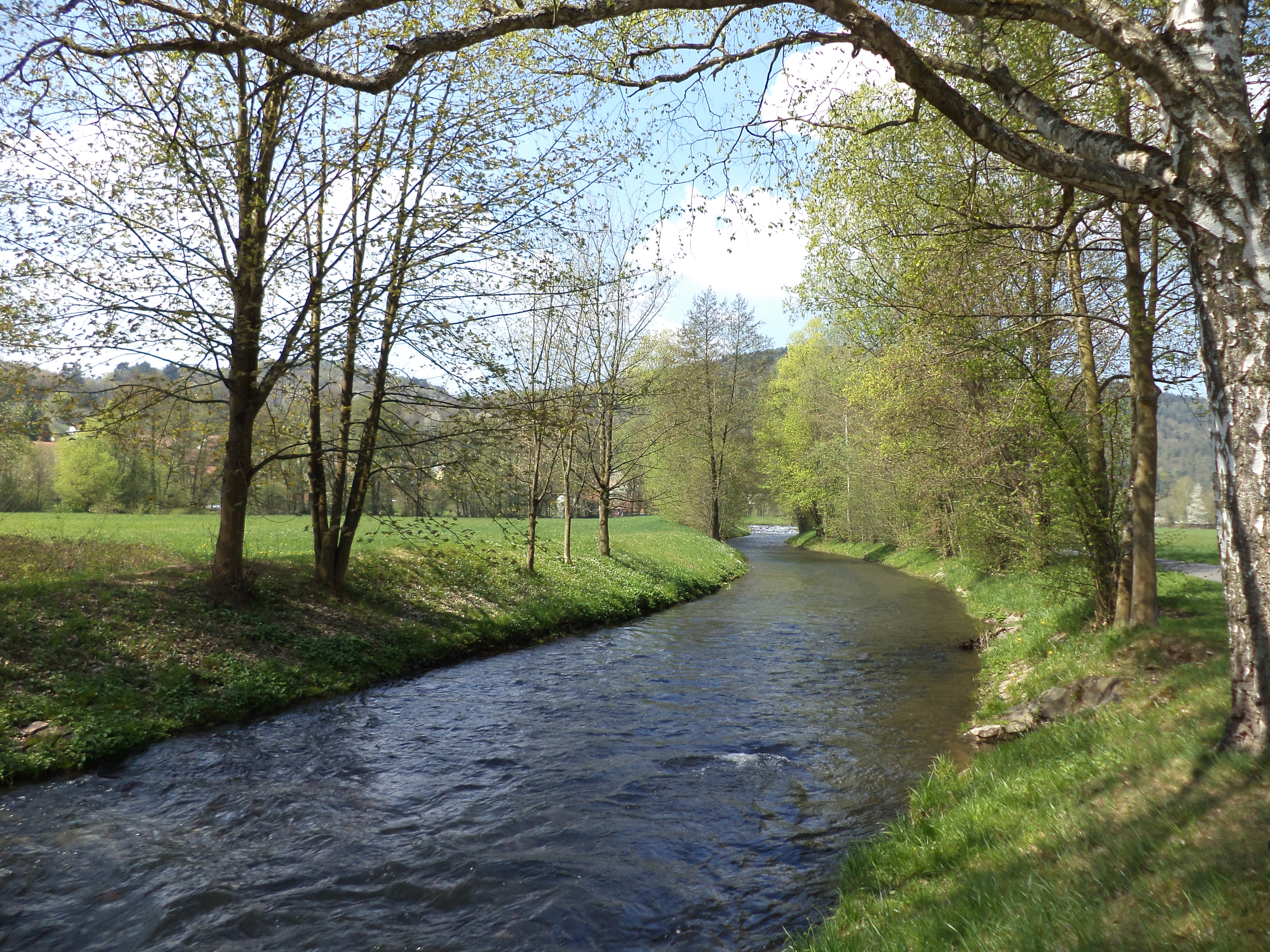
Die Lohr in Lohr am Main

Die Liste der Fließgewässer im Flusssystem Lohr umfasst alle direkten und indirekten Zuflüsse der Lohr, soweit sie namentlich auf der Topographischen Karte 1:25 000 Hessen (DK 25), der Topographischen Karte 1:10000 Bayern Nord (DK 10), im Kartenservicesystem des Hessischen Landesamts für Naturschutz, Umwelt und Geologie (HLNUG) WRRL in Hessen, im Kartenwerk des Stadtplandienstes der Euro-Cities AG oder im Kartenservicesystem des Bayerischen Landesamts für Umwelt (LfU) aufgeführt werden. Namenlose Zuläufe und Abzweigungen werden nicht berücksichtigt. Wenn sich der Gewässername nach dem Zusammenfluss zweier Gewässerabschnitte ändert, werden die beiden Zuflüsse als Quellzuflüsse separat angeführt, ansonsten erscheint der Teilbereichsname in Klammern. Die Längenangaben werden auf eine Nachkommastelle gerundet. Die Fließgewässer werden jeweils flussabwärts aufgeführt. Die orografische Richtungsangabe bezieht sich auf das direkt übergeordnete Gewässer.

## Lohr
Die Lohr ist ein 18,6 km (mit Lohrbach 23,1 km) langer rechter Zufluss des Mains im Spessart.

## Zuflüsse

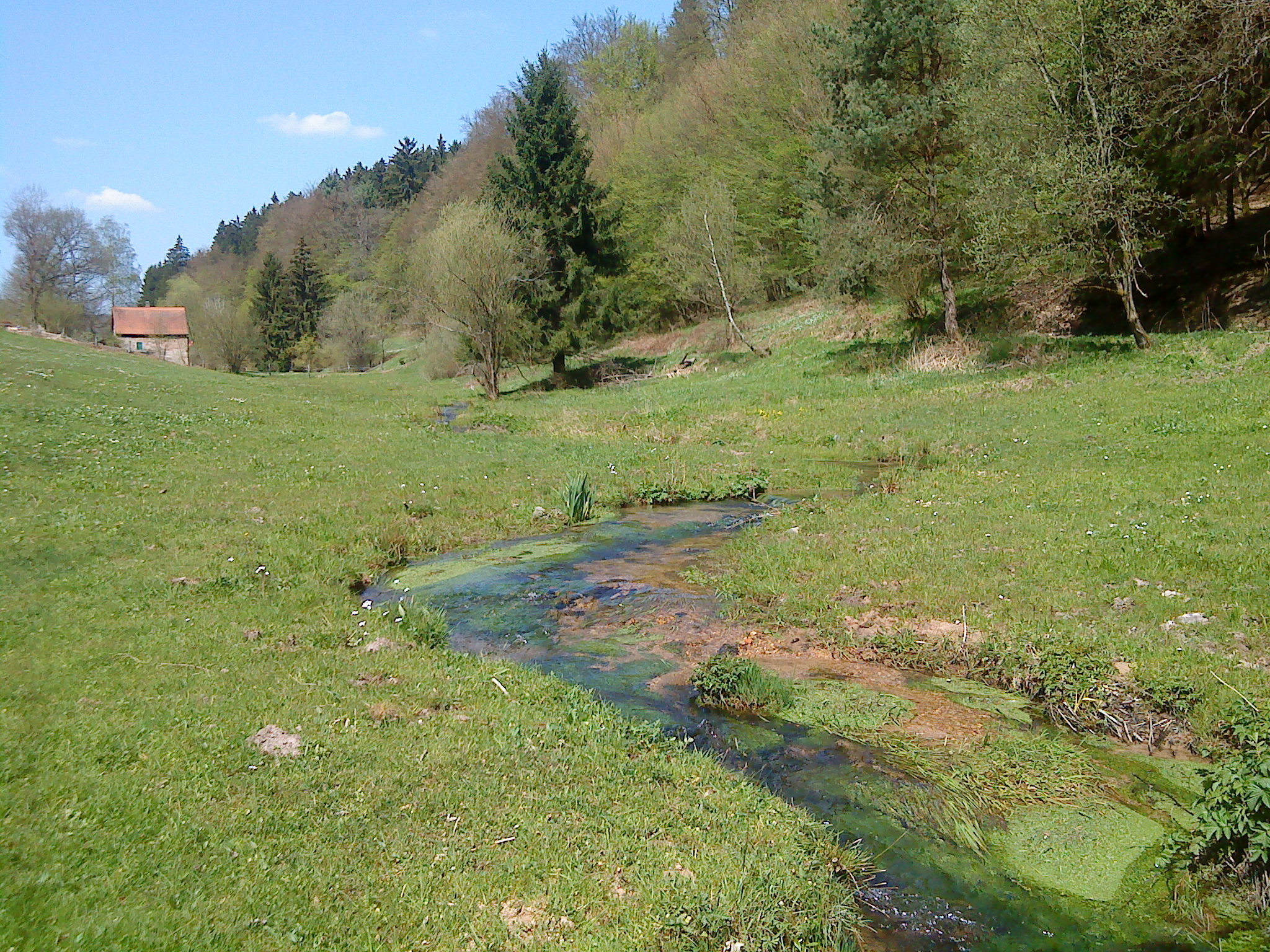
Der Flörsbach

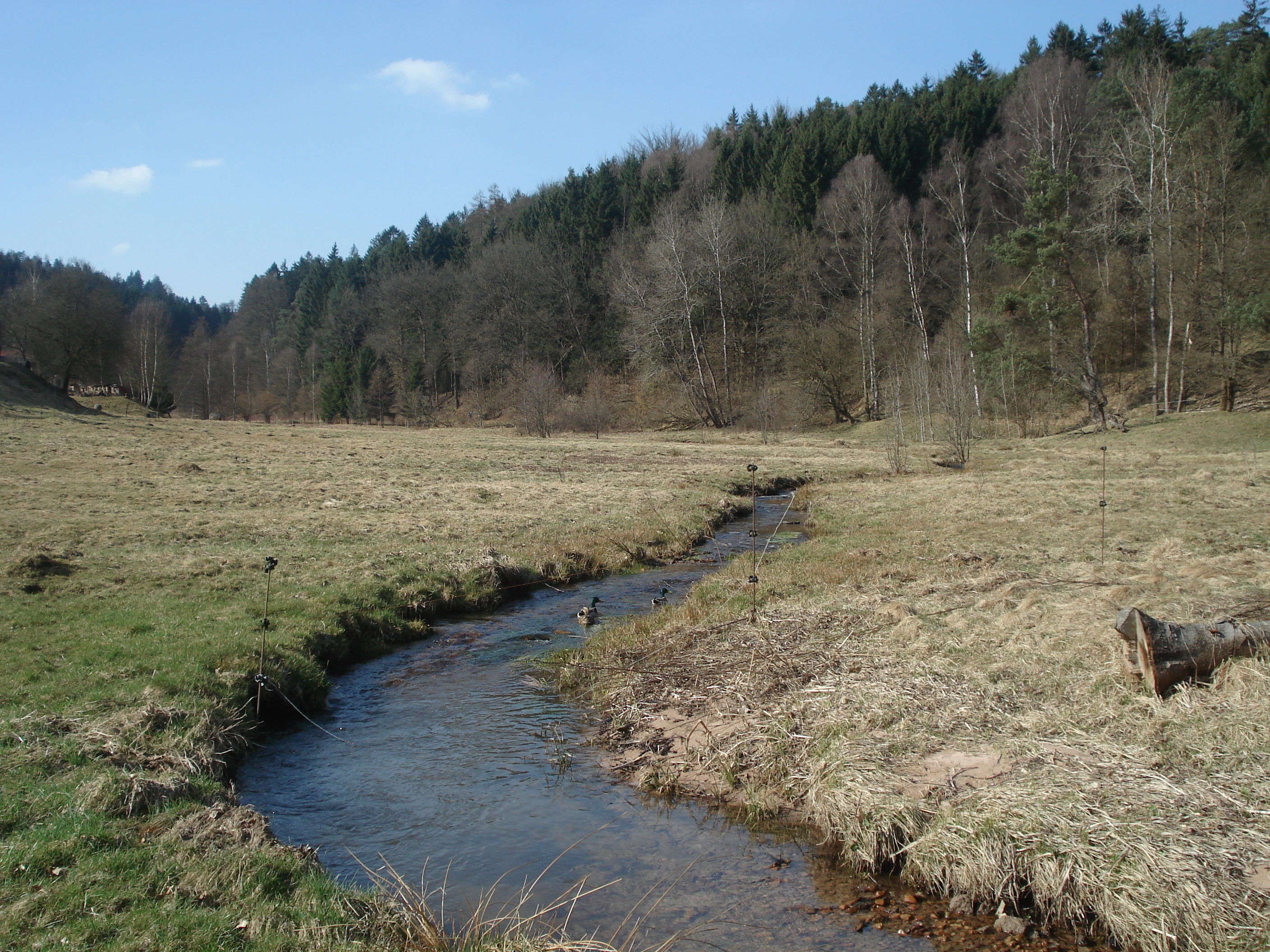
Der Laubersbach

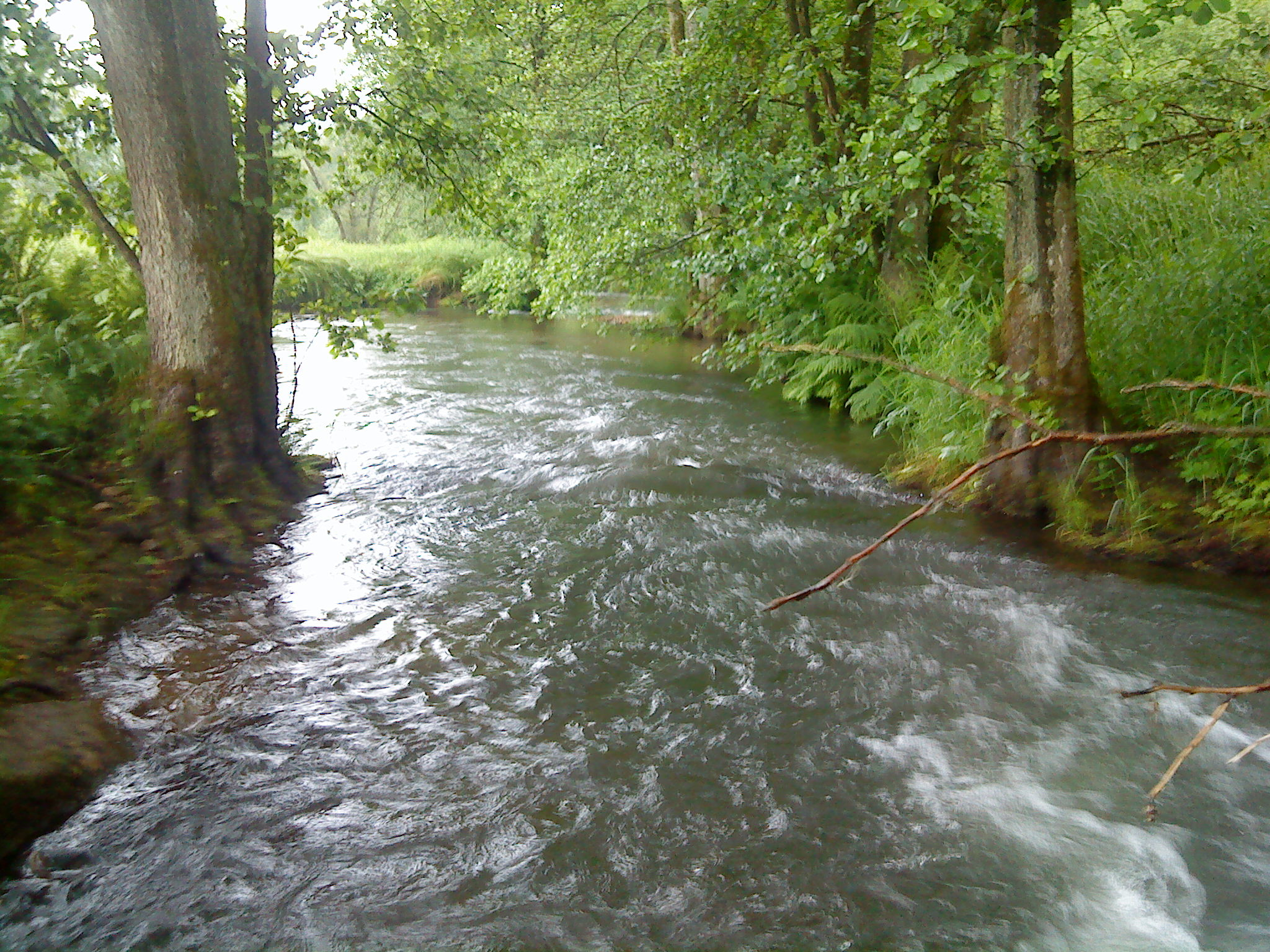
Der Aubach

Direkte und indirekte Zuflüsse der Lohr
 Lohrquelle (370 m ü. NHN)
- Lohrbach[A 1] (linker Quellbach), 4,5 km
- Flörsbach[A 2] (rechter Quellbach), 5,9 km
- Sperkelbach (links), 1,9 km
- Rinderbach (links), 1,8 km
- Laubersbach (rechts), 8,7 km
- Linderbach (links), 0,9 km
- Roßbach (links), 1,9 km
- Aubach (rechts), 22,4 km
  - Wiesbüttgraben[1] (linker Quellbach), 2,4 km
  - Welzbach[2] (rechts), 0,4 km
  - Birklerbach (rechts), 1,7 km
  - Mühlgraben (rechts), 0,9 km
  - Röhrengrundgraben (rechts), 1,5 km
  - Lohrbach (rechts), 11,3 km
    - Hasselbach (rechts), 1,7 km
    - Kurzer Lohrbach (links), 2,5 km
    - Bächlesbach (links), 2,0 km
    - Kaltengrundbach (rechts), 2,3 km
    - Grimmenwiesenbach (rechts), 5,0 km
      - Schwarzengrundbach (linker Quellbach), 3,0 km
      - Äußerer Bach (rechter Quellbach), 3,9 km
- Lehngrundbach (links), 4,0 km
- Oberer Auwiesengraben[3] (rechts), 0,6 km
- Unterer Auwiesengraben[3] (links), 1,1 km
- Heggraben (rechts), 1,6 km
- Meisnerbach[4] (links), 0,8 km